# Platysenta bahamica
Platysenta bahamica är en fjärilsart som beskrevs av George Francis Hampson 1908. Platysenta bahamica ingår i släktet Platysenta och familjen nattflyn. Inga underarter finns listade i Catalogue of Life.